# Ostnák madagaskarský
Ostnák madagaskarský (Actophilornis albinucha) je vodní pták z čeledi ostnákovitých, který je endemický Madagaskaru. 

## Systematika
Druh formálně popsal francouzský zoolog Isidore Geoffroy Saint-Hilaire v roce 1832. Jedná se o monotypický taxon, tzn. nejsou rozeznávány žádné poddruhy. Druhové jméno albinucha pochází z latinského albus („bílý“) a nucha („šíje“).
Ostnák madagaskarský se řadí do rodu Actophilornis. Jediným dalším zástupcem tohoto rodu je ostnák africký, který představuje nejbližšího příbuzného madagaskarského ostnáka.

## Výskyt

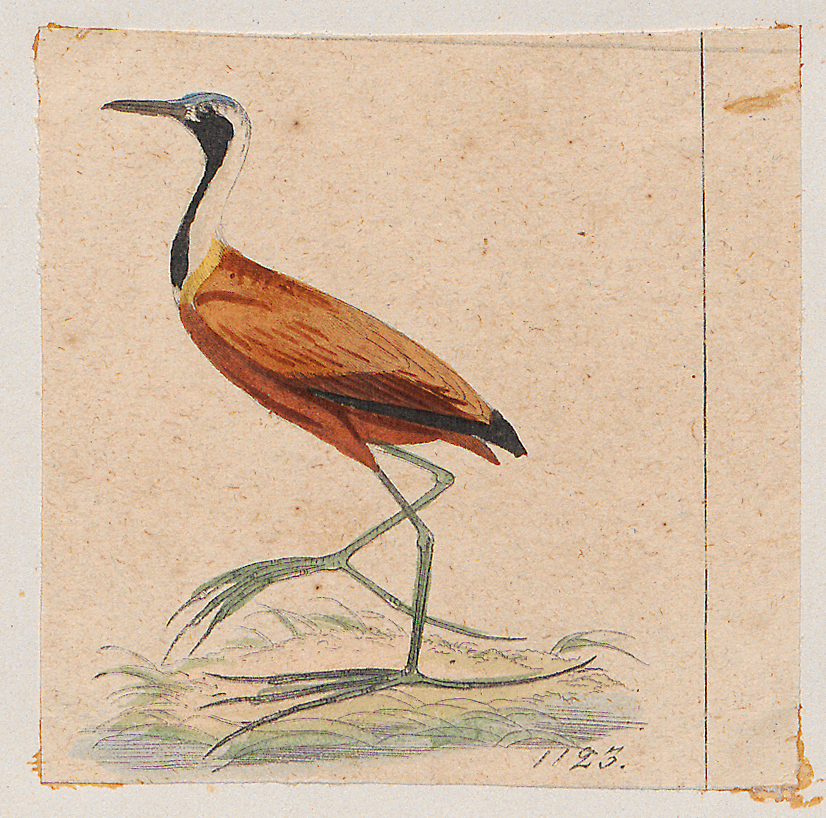
Ilustrace ostnáka madagaskarského (mezi 1820–1863)

Ostnák madagaskarský se vyskytuje pouze na Madagaskaru. Na africkém kontinentně jej nahrazuje ostnák africký, který Madagaskar neobývá. Ostnák madagaskarský obývá sever a západní část ostrova. Stanoviště druhu tvoří mělké sladkovodní plochy jako jezerní okraje a močálovité oblasti, případně i pomalu tekoucí řeky. Vyskytuje se do 750 m n. m.
Zpráva Mezinárodního svazu ochrany přírody z roku 2020 hrubě odhadovala celkovou populaci druhu na pouhých 975–2064 jedinců.

## Popis
Dosahuje délky těla kolem 30 cm. Podobně jako u ostatních druhů ostnáků je samice o hodně větší než samec. Korunka je bílá s občasným, avšak výrazným černým skvrněním. Šíje a postranní krku jsou bílé se zlatavým nádechem v oblasti ramen. Hrdlo, příuší a přední strana krku jsou černé, těsně pod zobákem se ukrývá bílý skvrna. Zbytek svrchní i spodní strany těla je kaštanový, pouze na svrchních krovkách ocasních je bílý pruh pokračující až na boky. Křídla jsou kaštanová, avšak ruční letky a vnější loketní letky jsou černé. Zobák je modrý, duhovky hnědé, nohy modrošedé. V ohbí křídla se nachází rohovitý hrbolek, resp. tupý nízký osten, který však nevyčnívá přes opeření a není zdaleka tak dlouhý jako u některých jiných druhů ostnáků (viz např. ostnák trnitý).

## Biologie a ekologie
Ostnák madagaskarský je jen málo studovaný druh. Živí se hmyzem, jejich larvami a dalšími bezobratlými, občas spolkne i semena vodních rostlin. Hnízdo je jen nedbale postavená plošina z rostlinného materiálu ukotvená mezi vodními rostlinami přímo na vodě. Samice klade kolem 4 vajec.

## Ohrožení
Ostnák madagaskarský představuje ohrožený druh. Na vině je hlavně úbytek přirozeného prostředí. Močálovité nížiny jsou totiž na Madagaskaru na rychlém ústupu a na jejich místě vznikají rýžová pole atp. Na největším madagaskarském jezeře Alaotra je úbytek ostnáků madagaskarských dáván do souvislosti se zanášením jezera bahnem, rozvojem zemědělství, odvodňováním, nadměrným rybolovem i nelegálním lovem.